# Frits Thaulow
Frits Thaulow (Christiania (actual Oslo), 20 de octubre de 1847-Volendam, Países Bajos, 5 de noviembre de 1906) fue un pintor impresionista noruego, célebre por sus caracterizaciones naturalistas de paisajes.

## Biografía

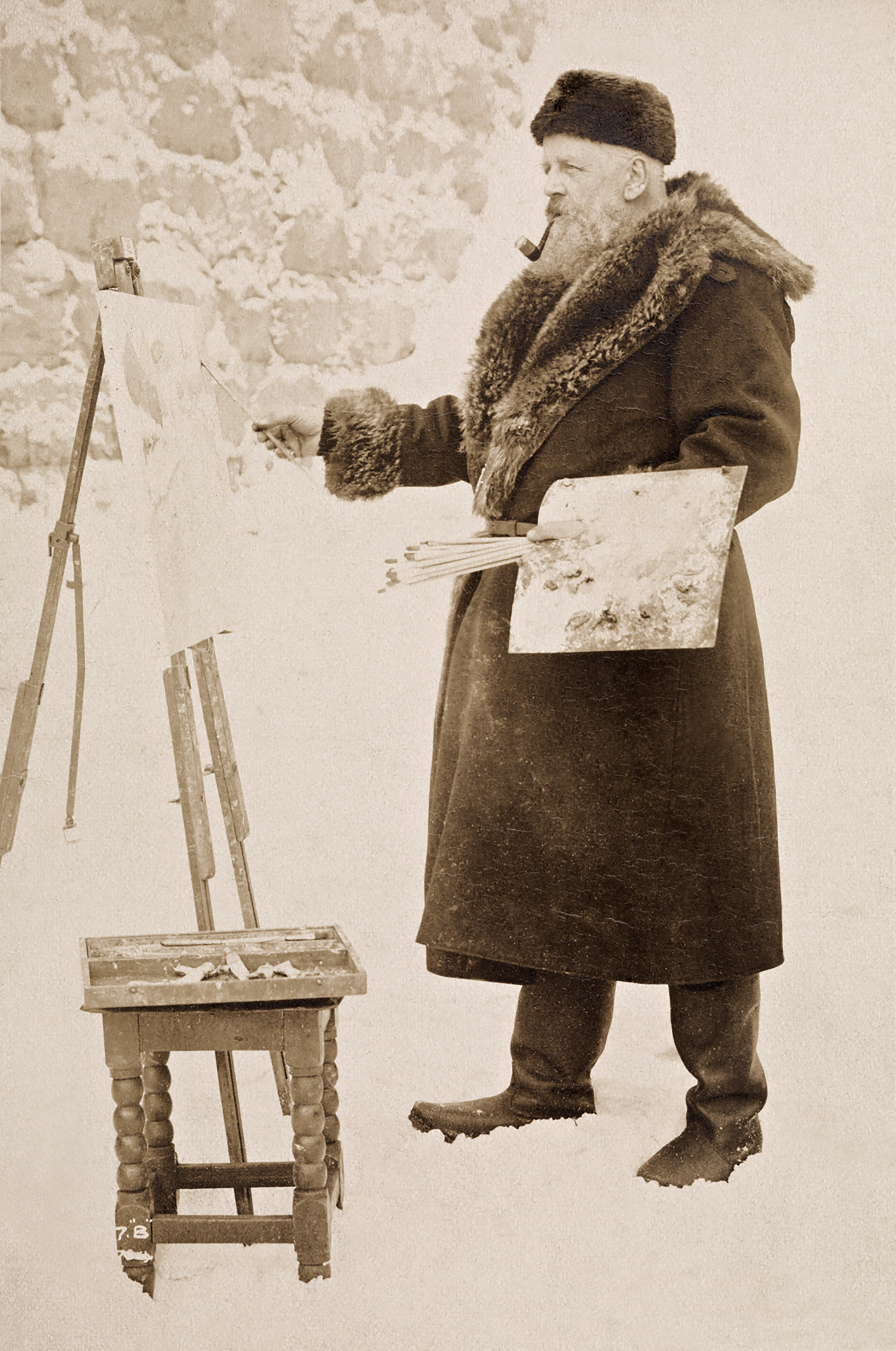
Frits Thaulow, ca 1900.

Fue hijo del exitoso químico Harald Thaulow (1815-1881) y de Nicoline "Nina" Louise Munch (1821-1894). Se casó dos veces: en 1874 contrajo matrimonio con Ingeborg Charlotte Gad (1852-1908), de quien se divorció en 1886. Ese mismo año se casó con Alexandra Lasson (1862-1955), la hija de Carl Lasson (1830-1893), un conocido abogado noruego.
Estudió en la Academia de Arte en Copenhague entre 1870 y 1872, y desde 1873 hasta 1875 fue alumno de Hans Gude en la Escuela de Arte Baden en Karlsruhe.
Después de permanecer en Skagen durante el otoño de 1879, Thaulow regresó a Noruega en 1880. Se convirtió en una de las principales figuras jóvenes en la escena artística del país, junto con Christian Krohg y Erik Werenskiold, y ayudó a establecer la primera exhibición nacional de arte (conocida como Høstutstillingen o Exhibición de Otoño) en 1882. Varias de las escenas de Noruega más conocidas de Thaulow son de Åsgårdstrand, ciudad que se había convertido en un importante centro para artistas y pintores desde la década de 1880.
Thaulow se mudó a Francia en 1892, donde viviría hasta su fallecimiento, en 1906. Pronto descubrió que el paisaje urbano de París no le agradaba. Sus mejores pinturas las realizó en pueblos pequeños tales como Montreuil (1892-94), Dieppe y las villas circundantes (1894-1898), Quimperle en Brittany (1901) y Beaulieu-sur-Dordogne, en el departamento de Corrèze (1903).

Thaulow recibió numerosos honores por su actividad artística, entre los que se incluyen el nombramiento de comendador de la Orden de San Olaf en 1905. 
Fue oficial de la Legión de Honor francesa, oficial de la Orden de los Santos Mauricio y Lázaro de Italia y también de la Orden de Nichan Iftikhar de Túnez. 
La Galería Nacional de Noruega alberga treinta y siete de sus obras. Otras exhibiciones importantes incluyen al Museo Hermitage en San Petersburgo, el Museo de Bellas Artes de Boston y el Busch-Reisinger Museum en la Universidad de Harvard.

## Distinciones honoríficas
- Orden Nacional de la Legión de Honor: Caballero (1889)
- Orden Nacional de la Legión de Honor: Oficial (1901)

## Galería

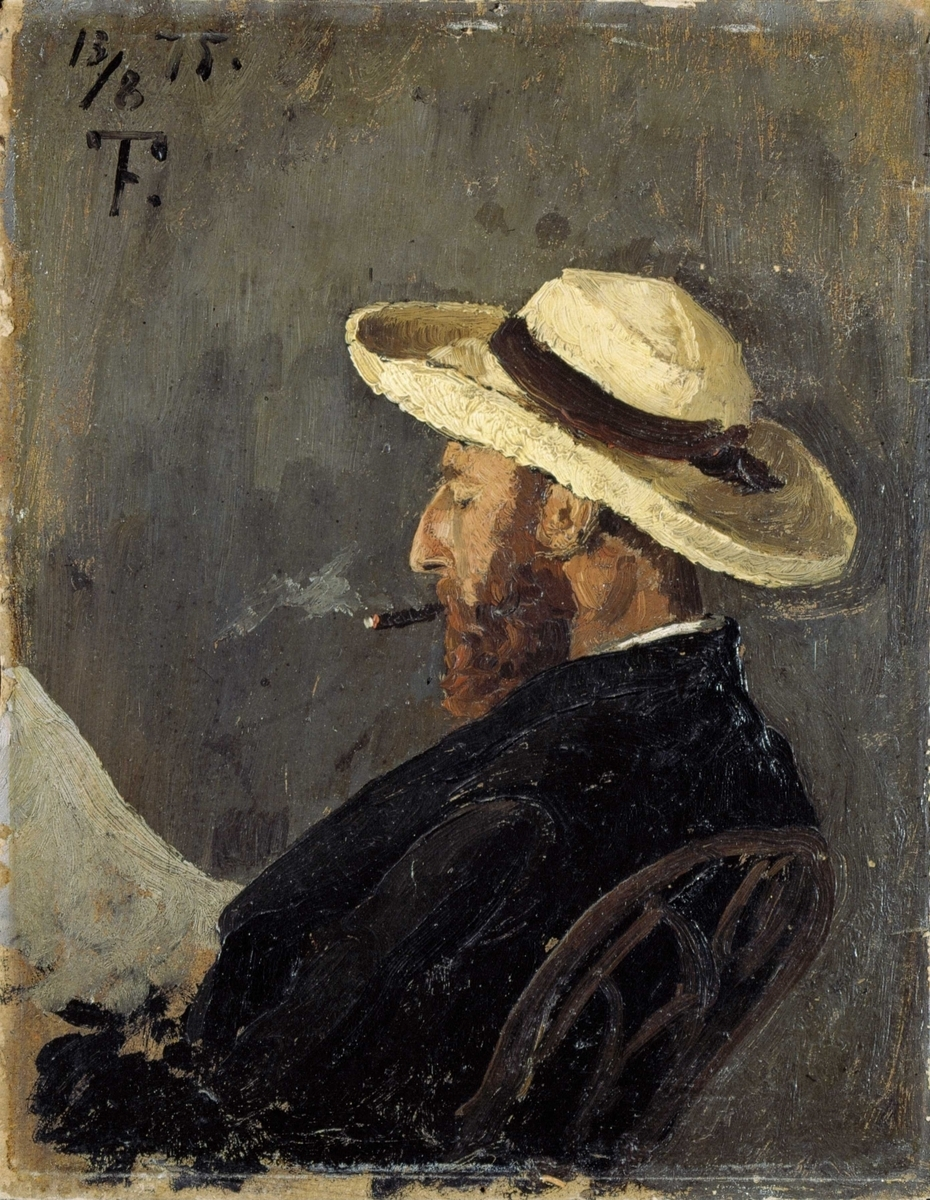
Retrato de Frederik Collett 1875
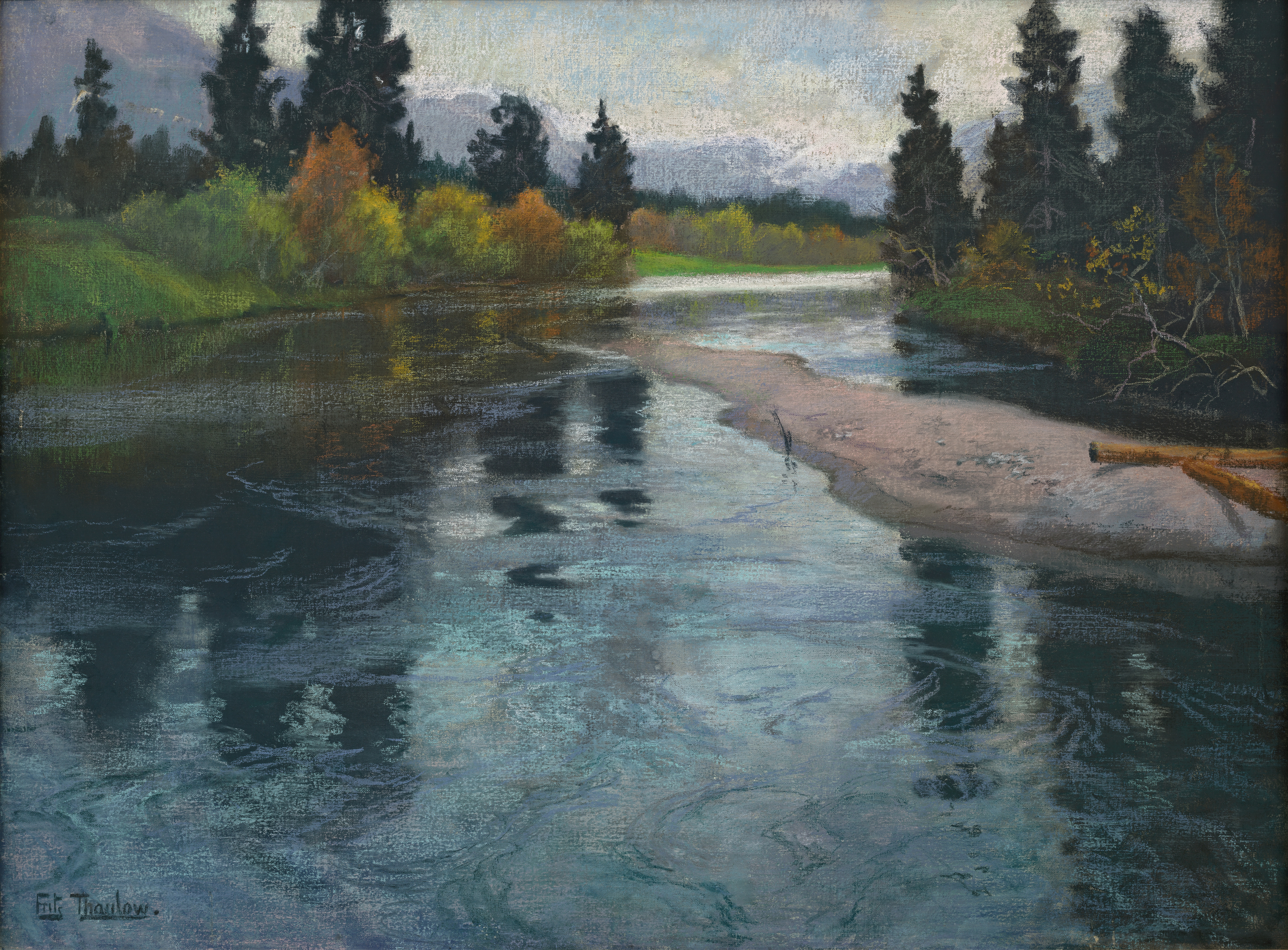
Un río 1883
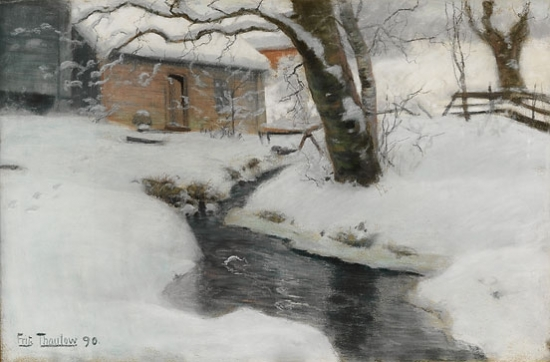
Norsk vinterlandskap 1890
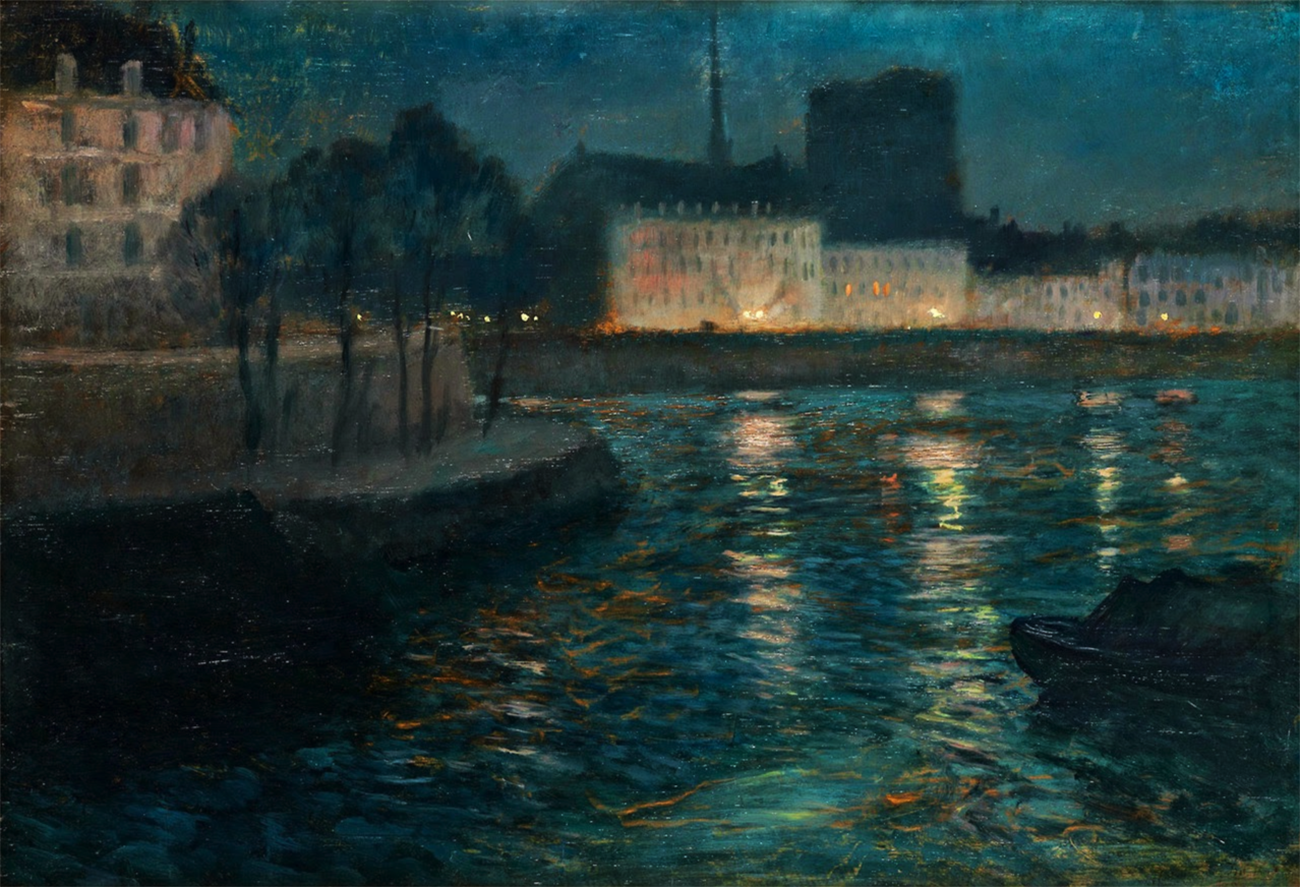
Ambiance Du Soir 1893
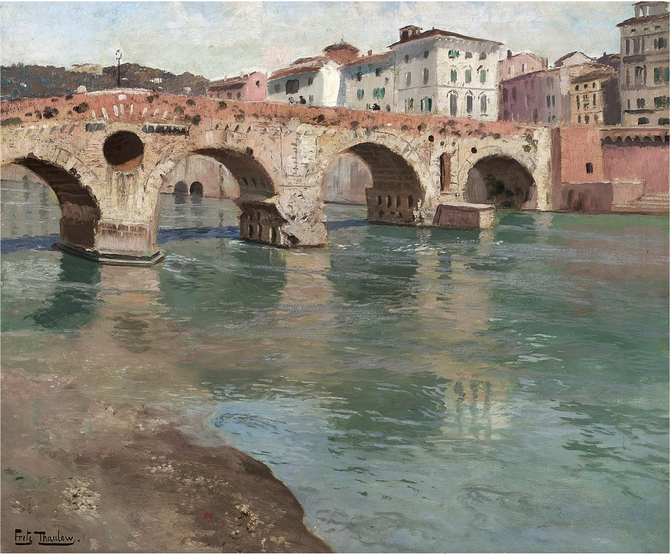
Ponte Pietra, Verona 1894
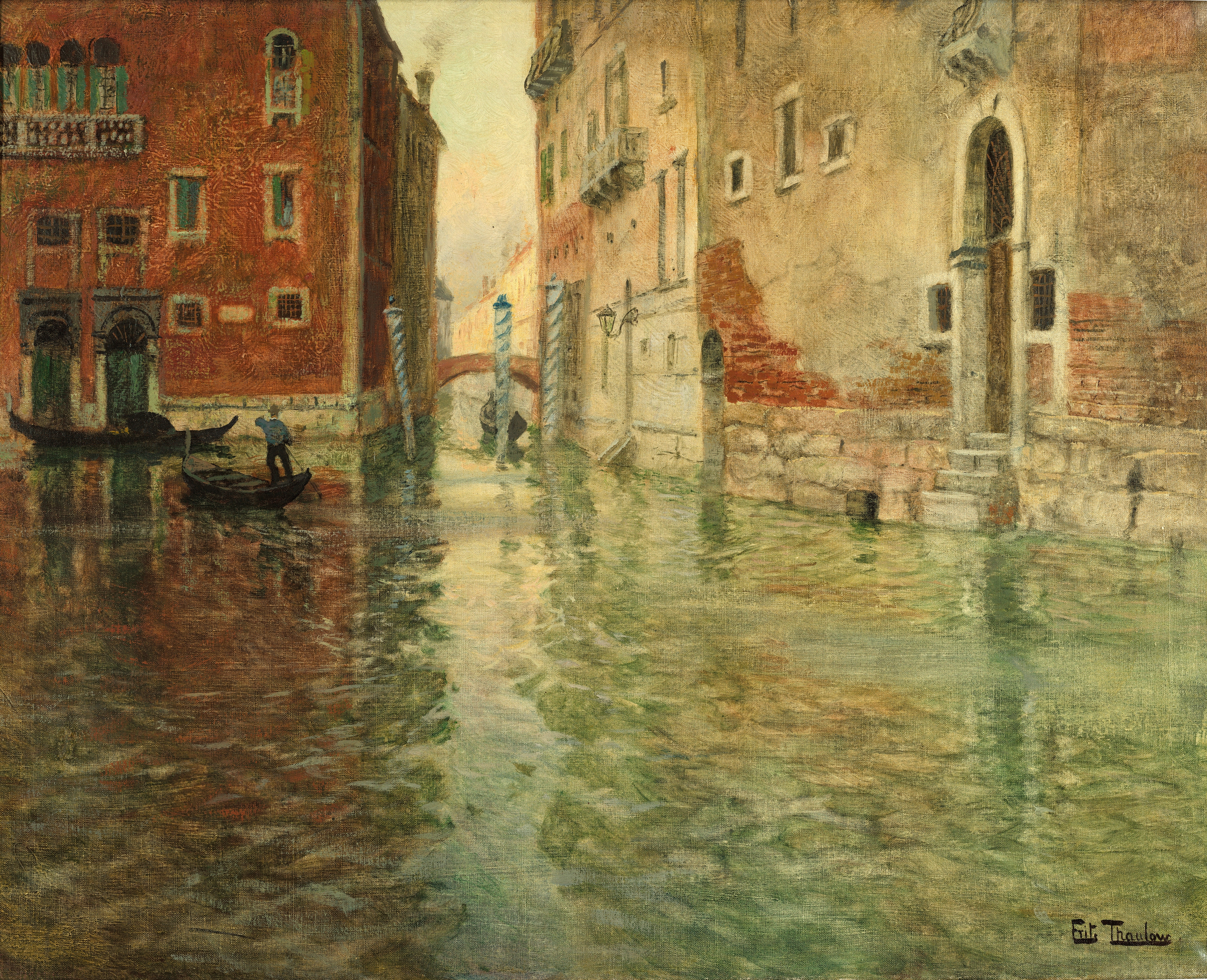
Venecia 1894
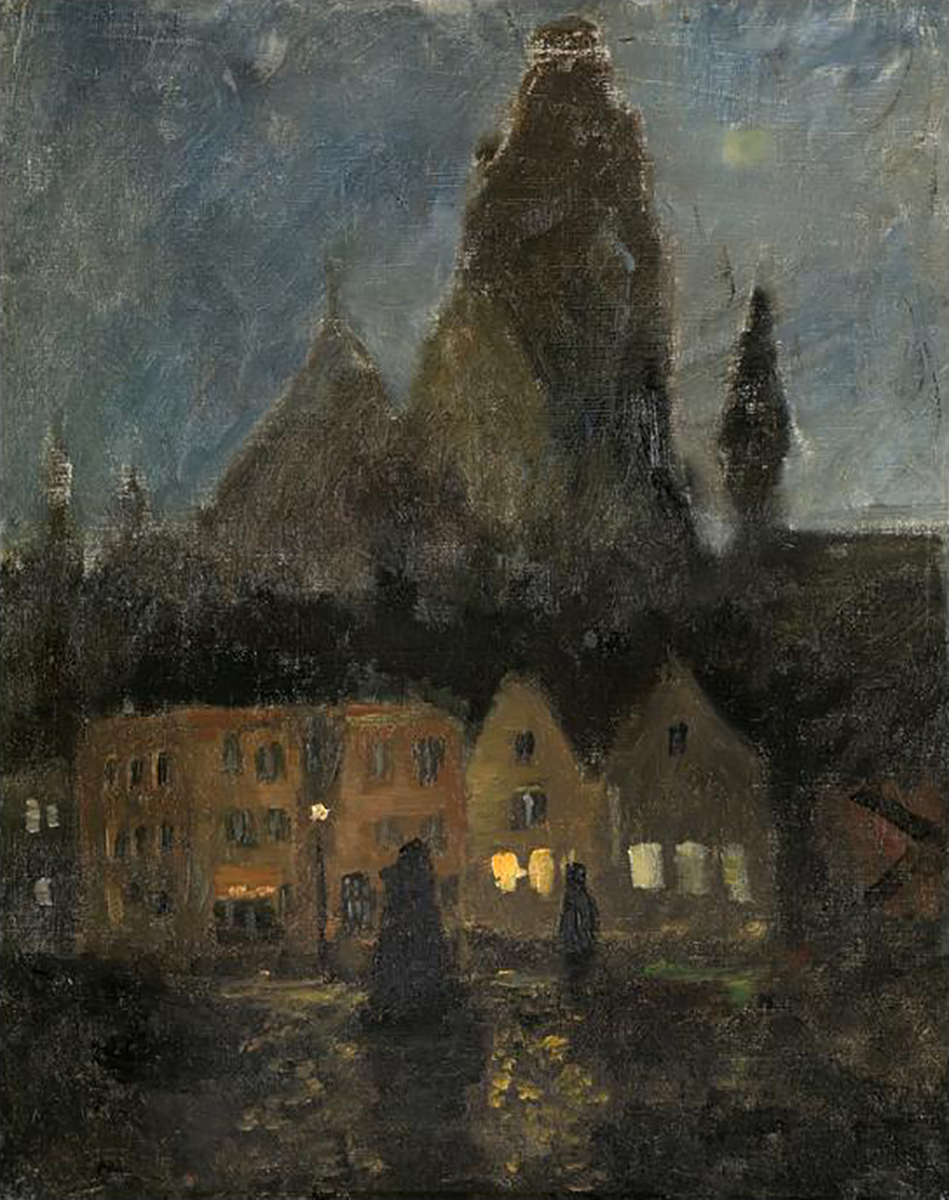
Kveldstemning, Dieppe 1894-1898
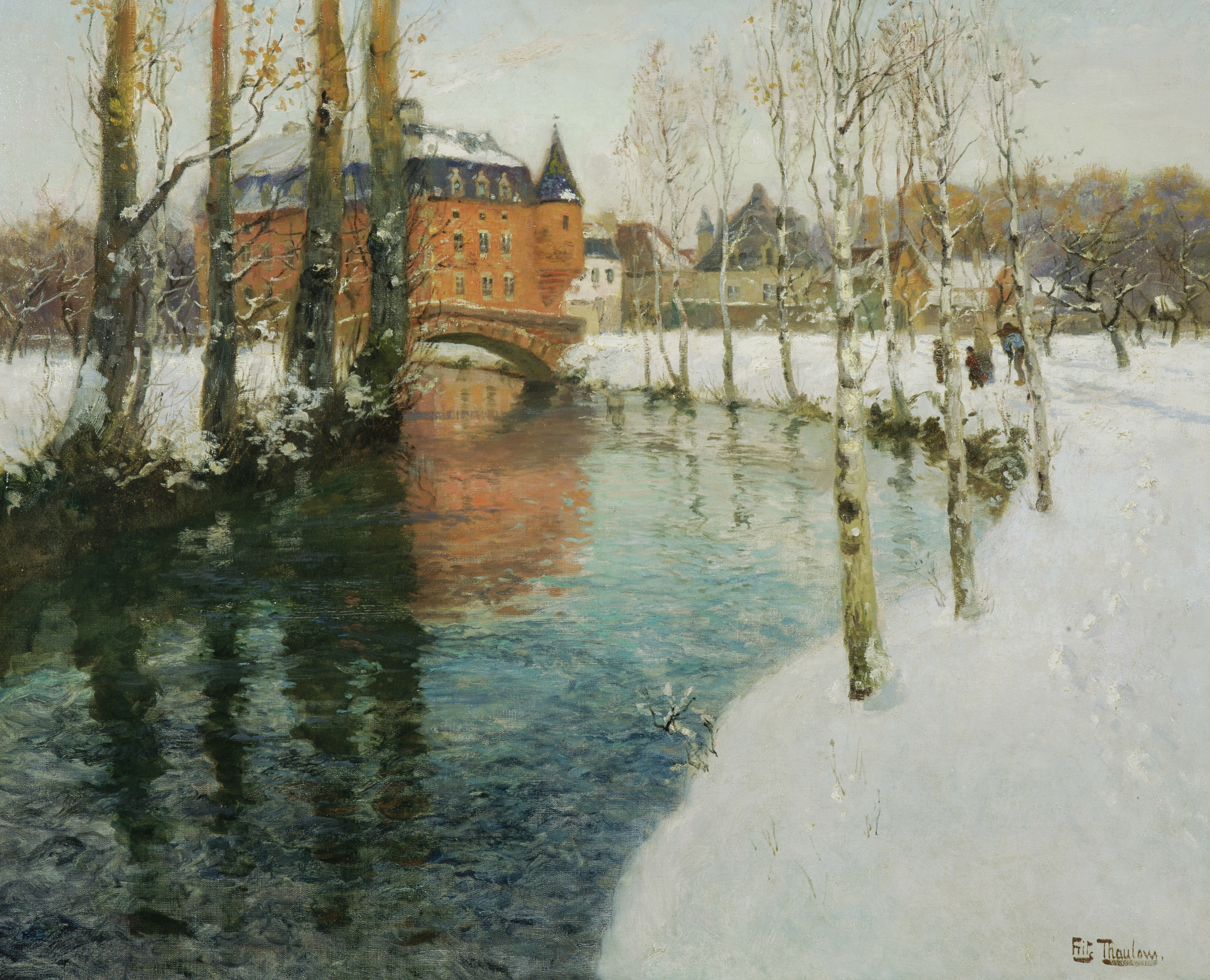
Un castillo en Normandía 1895
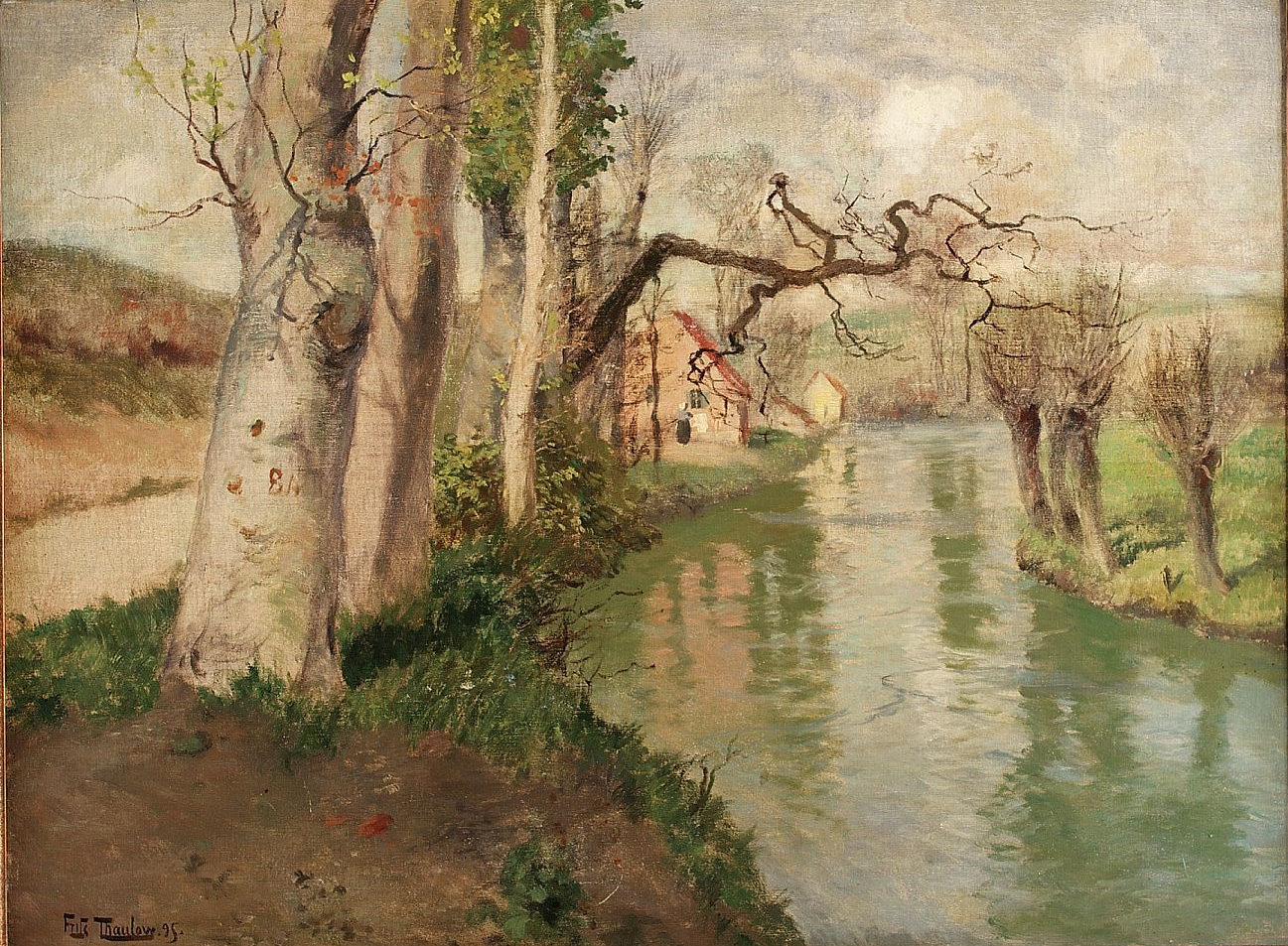
Fra Dieppe med elven Arques 1895
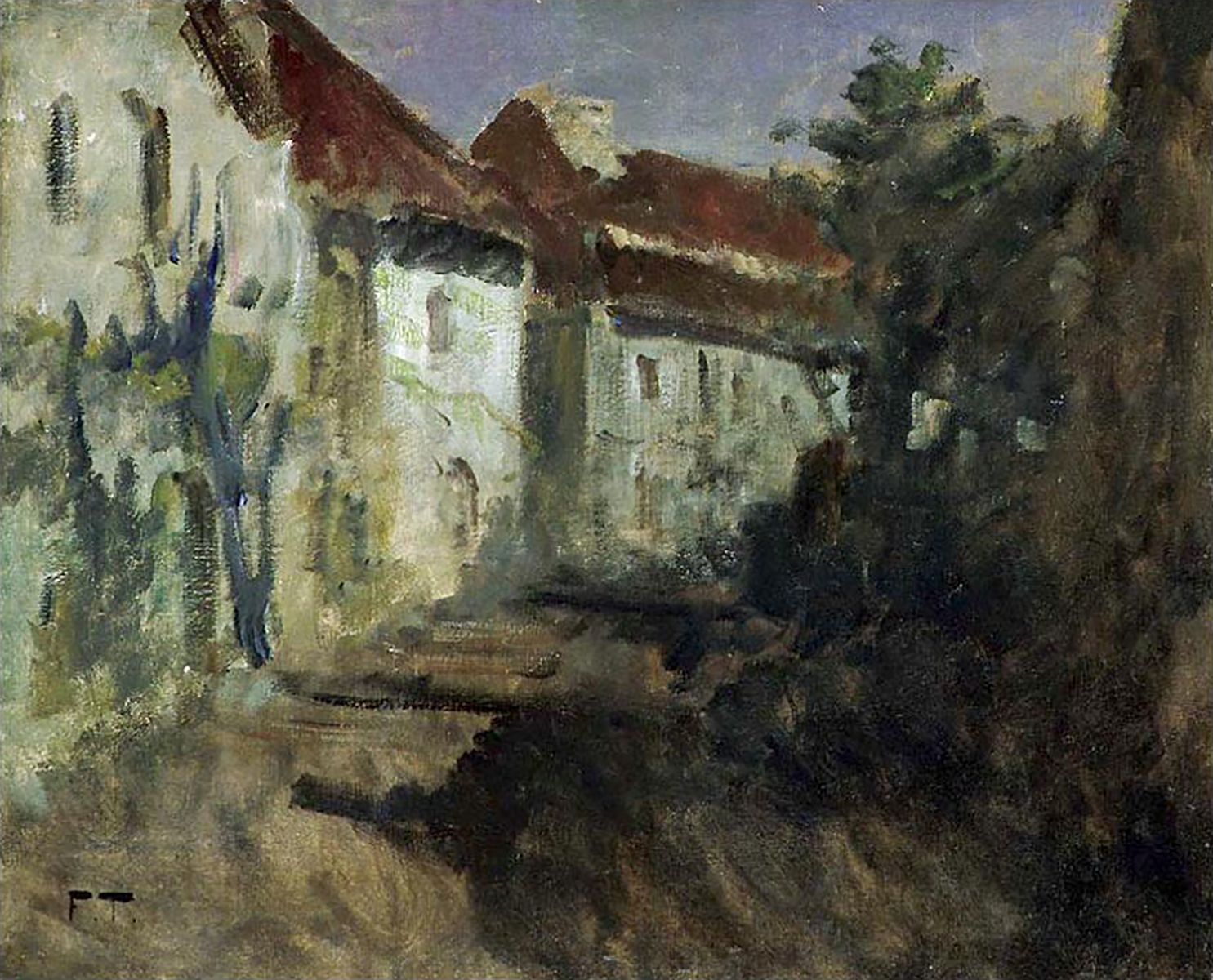
Måneskinn Dieppe 1896
Boulevard de la Madeleine à Paris 1896-1897
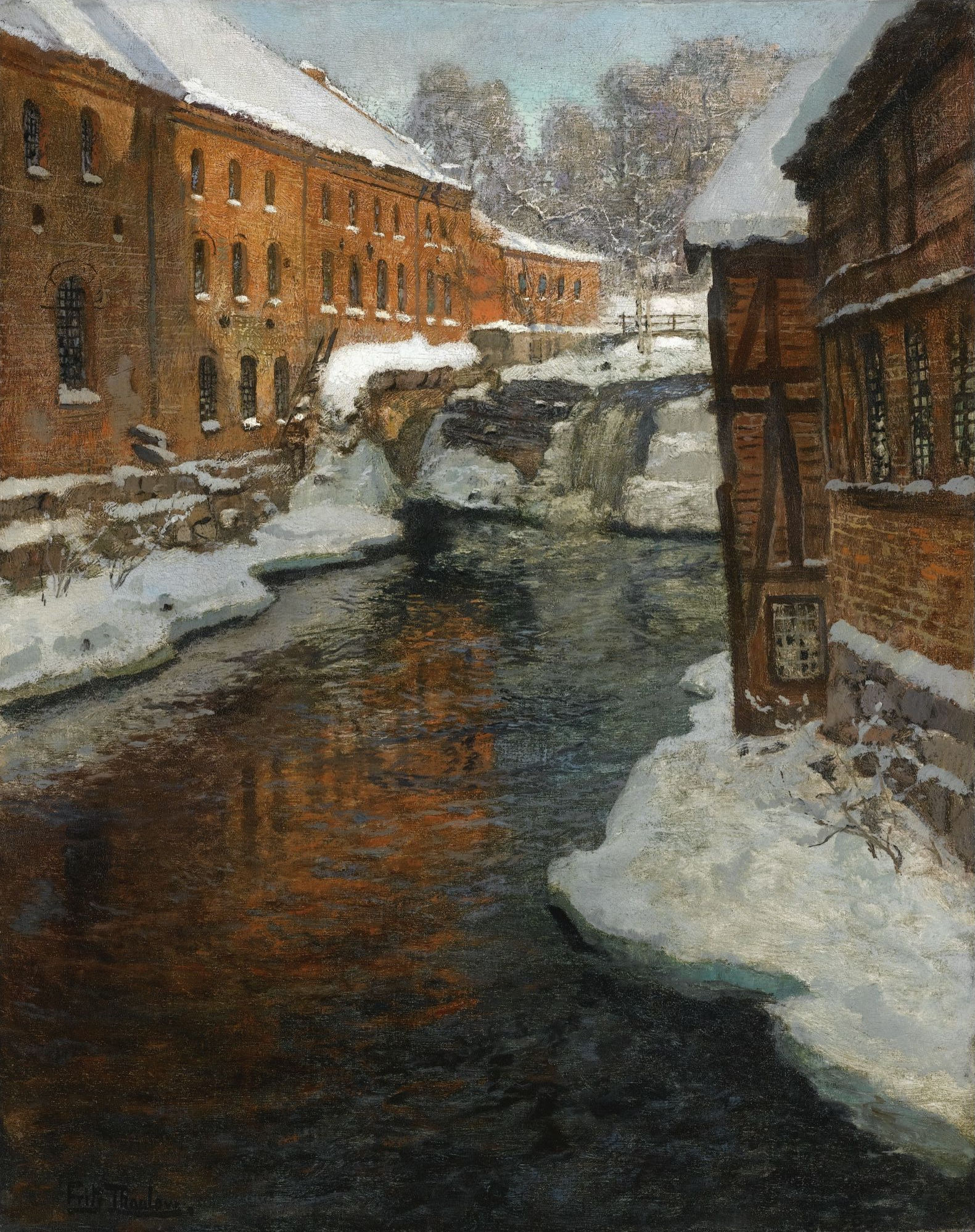
Fra Akerselven 1897-1901
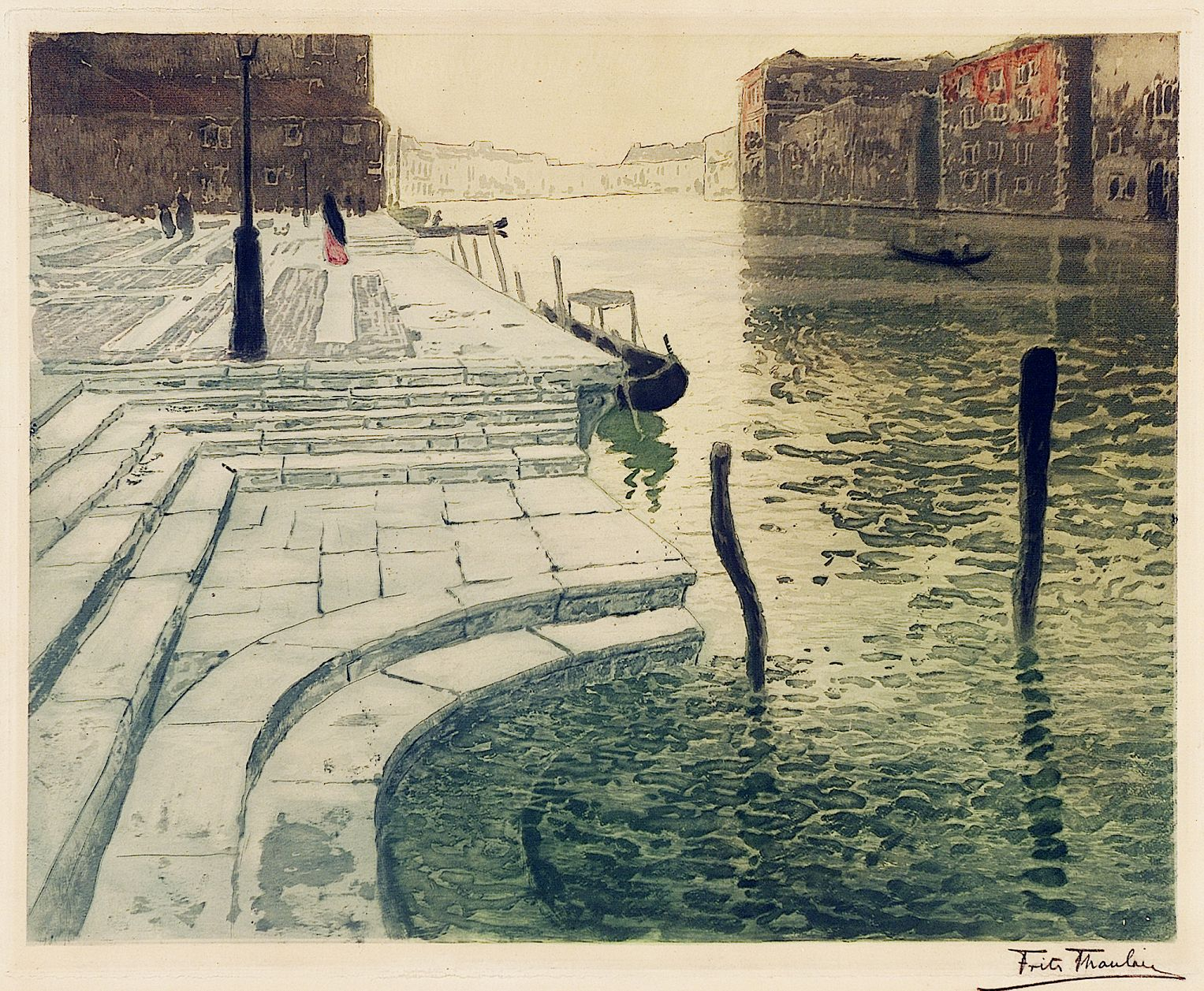
Marmortrappen 1903
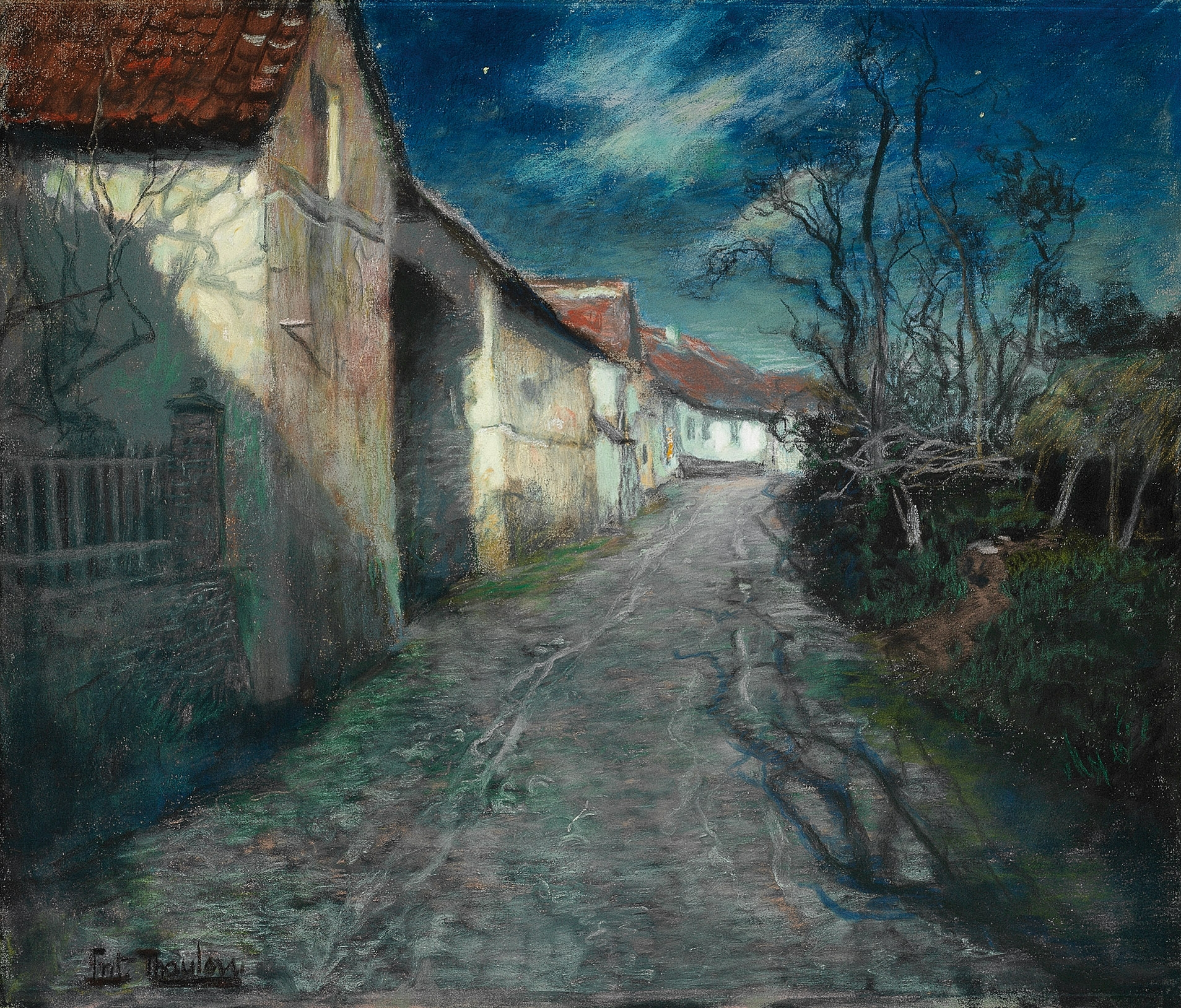
Luz de la luna en Beaulieu 1904
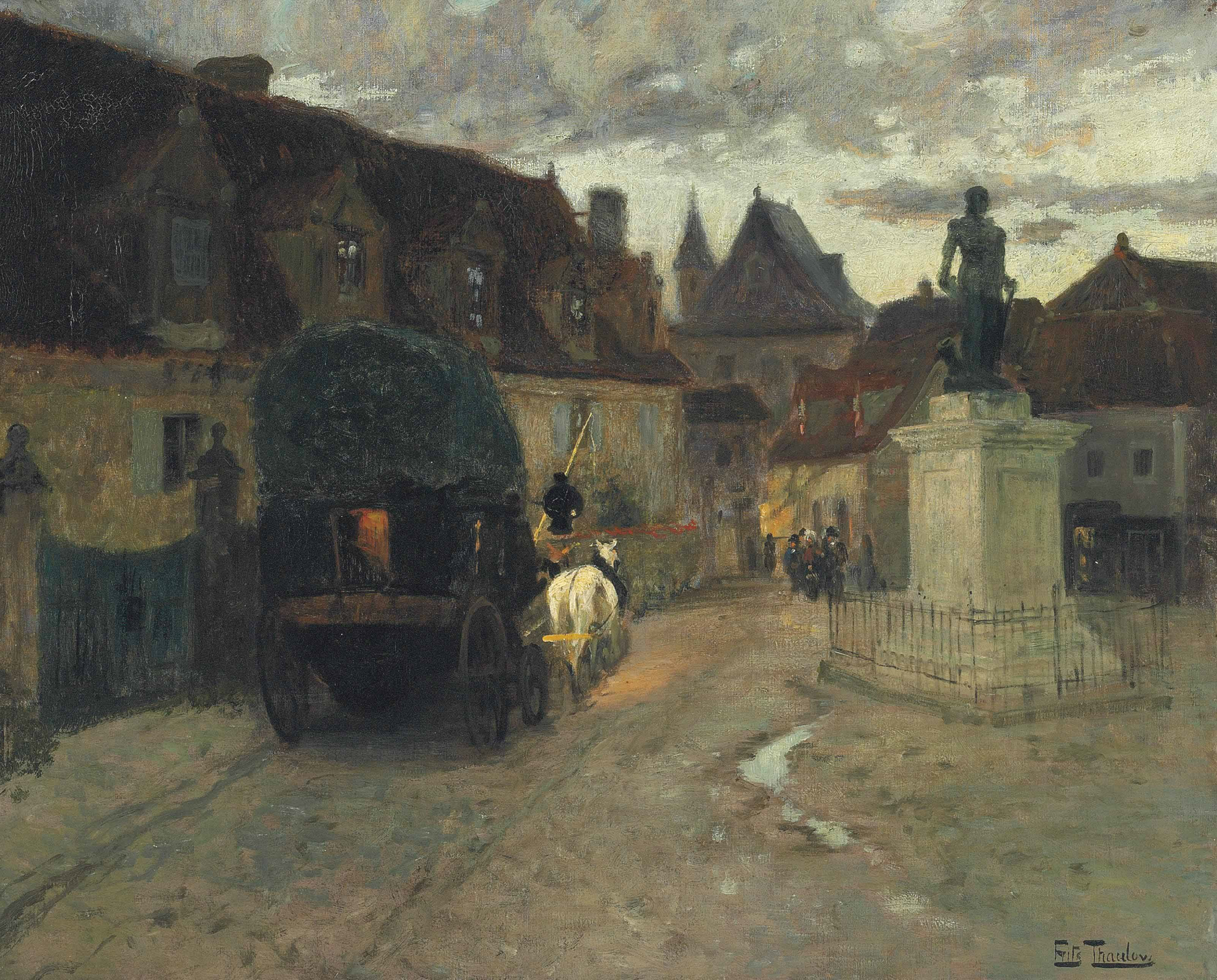
Place Marbot 1904
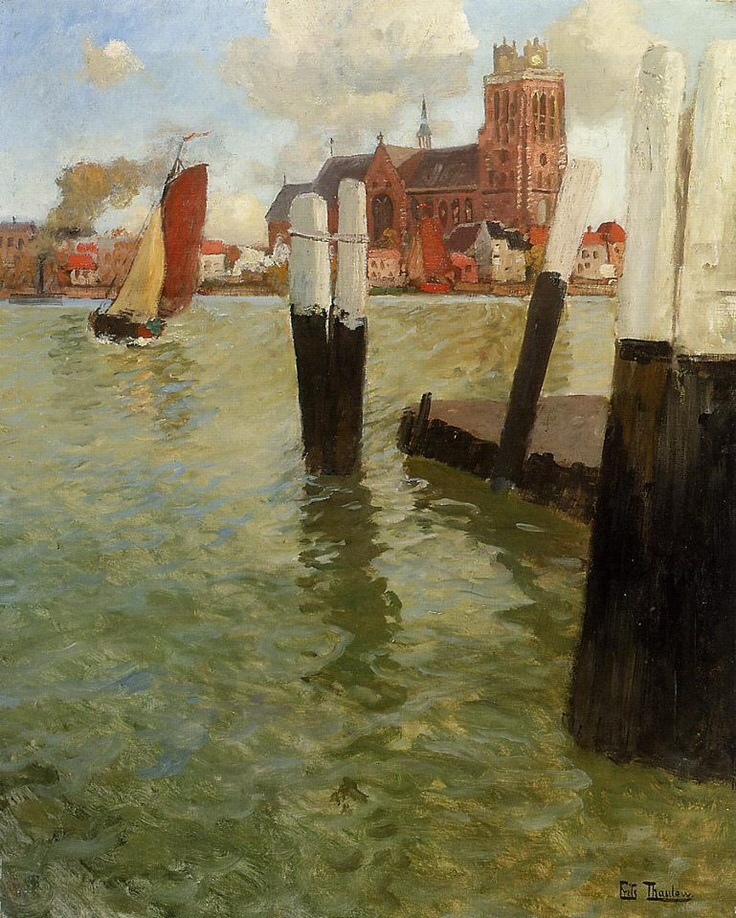
Dordrecht 1905
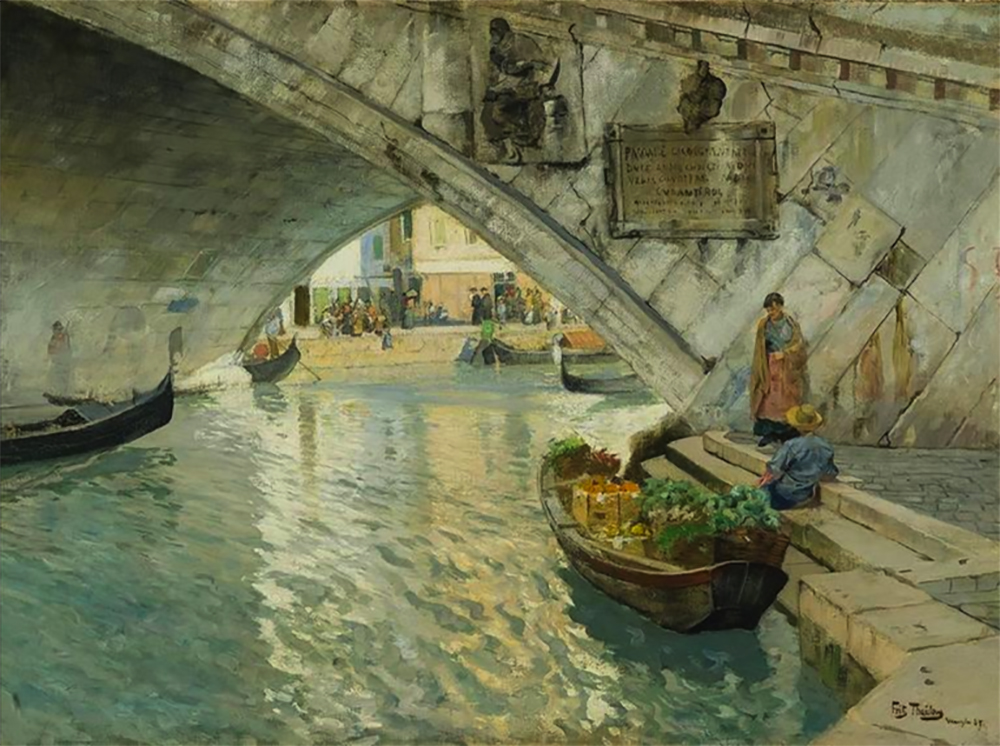
Rialto
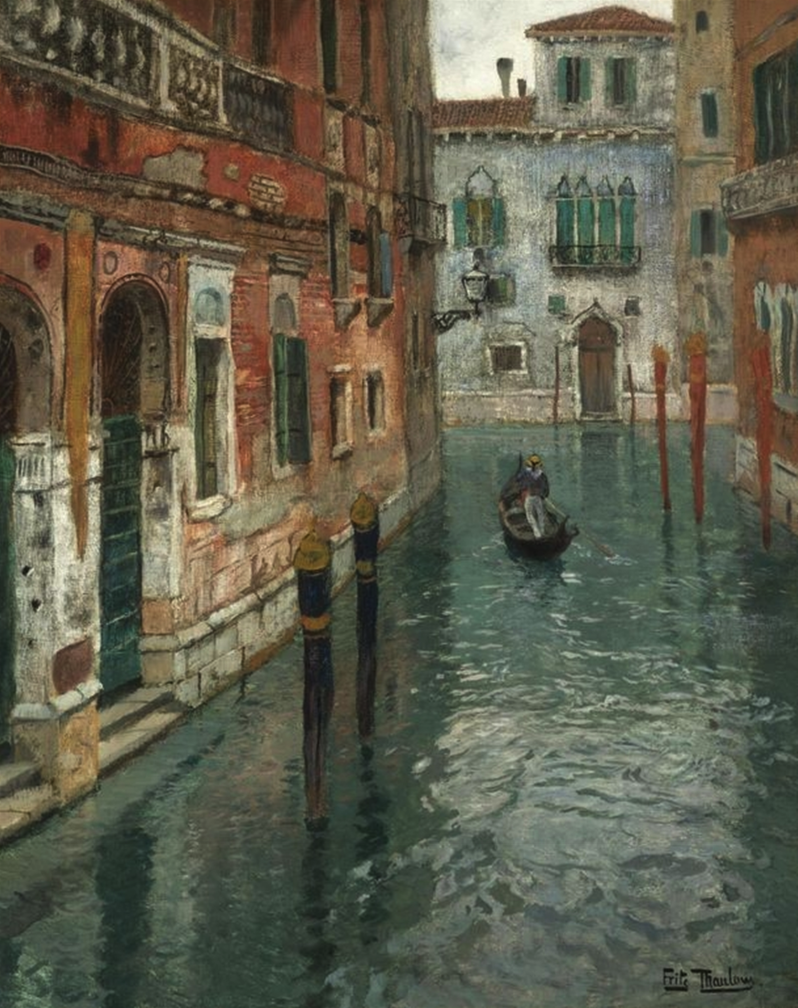
Vista de Venecia
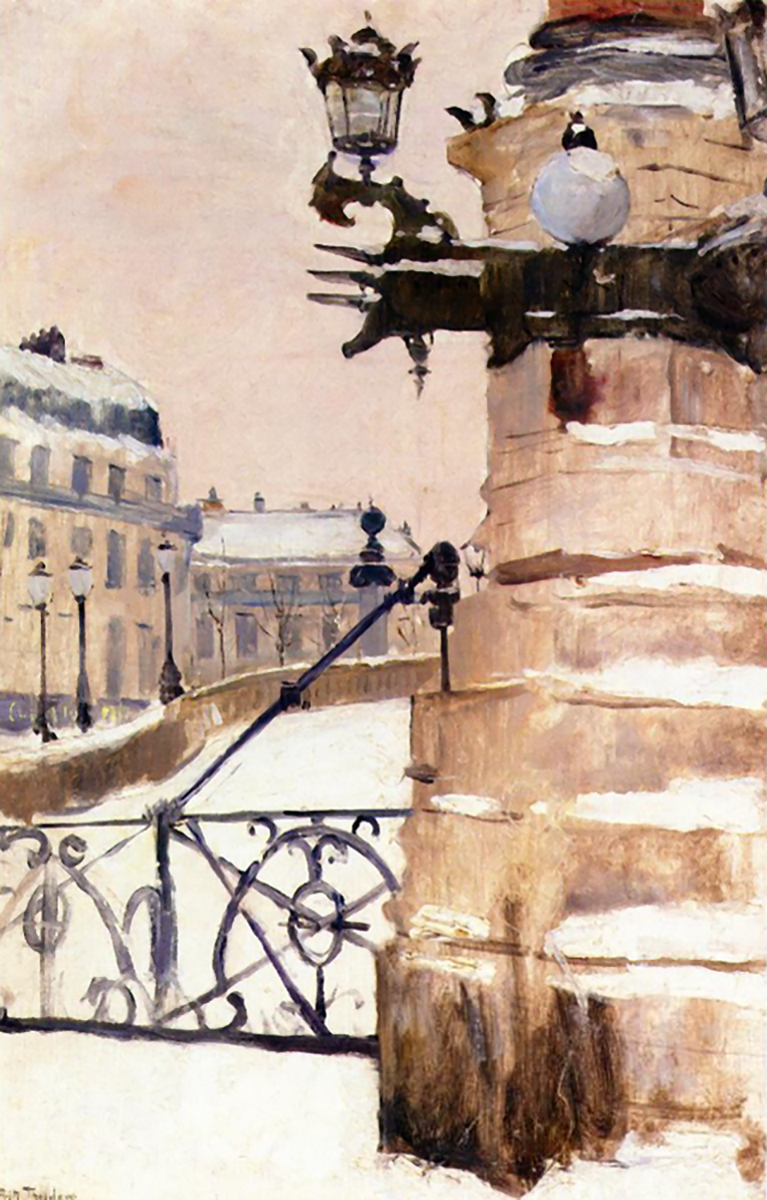
Hiver à Paris
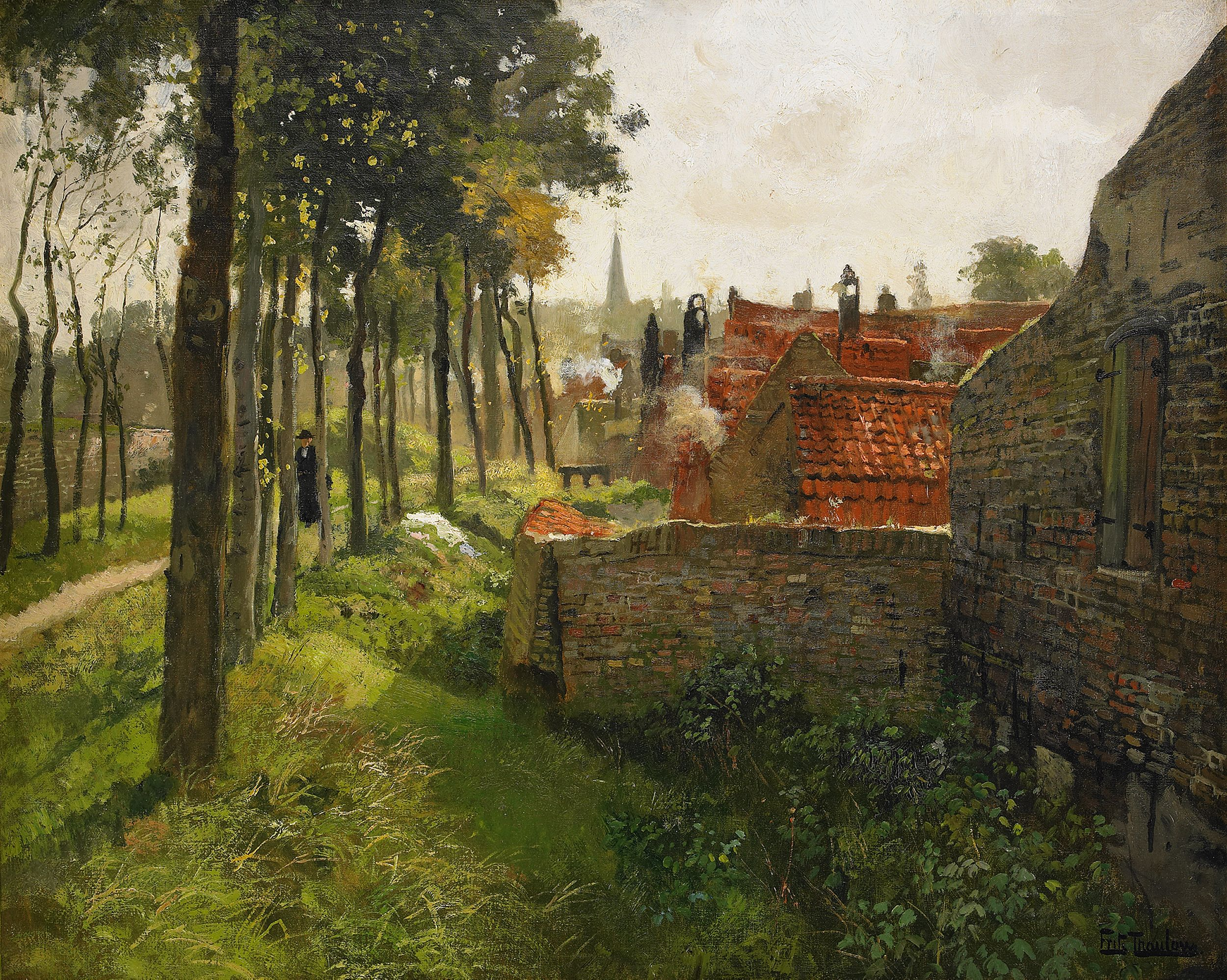
Le Curé